# Onthophagus semifex
Onthophagus semifex är en skalbaggsart som beskrevs av Jan Krikken och Huijbregts 2008. Onthophagus semifex ingår i släktet Onthophagus och familjen bladhorningar. Inga underarter finns listade i Catalogue of Life.